# Універсальна мережева мова
Універсальна мережева мова (англ. Universal Networking Language, скорочено: UNL) — штучна мова, яка може бути мовою-посередником у системах машинного перекладу, або мовою представлення знань у програмах обробки інформації. Її створено в Інституті перспективних досліджень Університету Організації Об'єднаних Націй, Токіо, і розроблялася в Фундації UNDL, Женева, Швейцарія, а також великою спільнотою дослідників у всьому світі (так званій UNL-спільноті).

## Історія
Програма UNL розпочалася в 1996 році за ініціативою Інституту перспективних досліджень Університету Організації Об'єднаних Націй, Токіо, Японія. У січні 2001 року, Університет Організації Об'єднаних Націй створив окрему організацію, фундацію UNDL, відповідальну за розвиток та управління програмою UNL. Фундація — некомерційна міжнародна організація, незалежна від Університету ООН, хоча і має особливі зв'язки з ООН. Вона успадкувала від ІПД УООН мандат на реалізацію програми UNL. Її штаб-квартира розташована в Женеві, Швейцарія.
З самого початку спільнота факультетів університетів з усіх частин світу брала участь у розробці UNL. Ця UNL-спільнота, всесвітня мережа дослідників і розробників, в яку залучено близько 200 фахівців у галузі інформатики і лінгвістики, працює над створенням лінгвістичних ресурсів і розвитком вебструктури системи UNL. UNL-центр надає технологічну підтримку і координує здійснення програми.
Програма вже перейшла важливі віхи. Загальна архітектура UNL-системи була виконана набором базового програмного забезпечення та інструментів, необхідних для його функціонування, і який постійно випробовується і вдосконалюється. За останні роки накопичено велику кількість мовних ресурсів різними мовами та на мові UNL. Крім того, вже діє технічна інфраструктура для розширення цих ресурсів, сприяючи тим самим участі багатьох інших мов в системі UNL. Все більше число наукових робіт та наукових дисертацій з UNL публікуються щороку.
Найпомітнішим досягненням є визнання договором про патентну кооперацію (РСТ) інноваційного характеру і промислової застосовності UNL, отримане у травні 2002 в рамках Всесвітньої організації інтелектуальної власності (WIPO). Отримання патенту мовою UNL є абсолютно новим досягненням в рамках Організації Об'єднаних Націй.

## Застосування і цілі
UNL є зусиллям для досягнення простої основи для представлення наріжних аспектів інформації і сенсу в машинно- і мовнонезалежній формі. Як незалежний від мови формалізм, UNL спрямована на кодування, зберігання, поширення та отримання інформації незалежно від мови оригіналу, в якому вона була виражена. У цьому сенсі, UNL прагне надати інструменти для подолання мовного бар'єра на систематичній основі.
На перший погляд, UNL, здається багатомовною системою машинного перекладу, різновидом інтерлінгви, на яку вихідні тексти перекладаються до перекладу на необхідні мови. Її, справді, можна використовувати для цих цілей, і дуже ефективно. Однак її реальна сила полягає у представленні знань, і її головним призначенням є бути інфраструктурою для обробки знання, яке вже існує, або може існувати в тій чи іншій мові.
Тим не менш важливо зазначити, що на даному етапі було б нерозумно заявляти про можливість представлення «повного» значення будь-якого слова, речення або тексту будь-якою мовою. Нюанси та інтерпретації роблять «повне» значення, незалежно від змісту, який ми вкладаємо в нього, надто змінним і суб'єктивним для будь-якого систематичного тлумачення. UNL уникає пасток, намагаючись представити «повний сенс» висловлювань або текстів, орієнтуючись на «ядро» або «консенсус» змісту, яке найчастіше пов'язане з ними. У цьому сенсі, велика частина тонкощів поезії, метафор, образної мови, натяків та іншої складної, непрямої комунікативної поведінки перебуває поза поточною областю й цілями УНЛ. Натомість, UNL спрямована на пряму комунікативну поведінку і буквальний зміст, як матеріальну, конкретну основу для більшості комунікацій людей в практичних, повсякденних умовах.

## Структура
У підході UNL, інформація у природній мові представляється, речення за реченням, гіперграфом, складеним з набору спрямованих бінарних зв'язків (відношень) між вузлами або гіпервузлами (універсальними словами, або просто UW). До UW можна також застосовувати атрибути, які уточнюють інформаційний контекст.
Наприклад, англійське речення «The sky was blue?!» може бути представлене в UNL наступним чином:
У наведеному вище прикладі, «sky(icl>природа)» і «blue(icl>колір)», які являють собою окремі концепції, є універсальними словами (UW); «aoj» (= атрибут об'єкта) — це спрямоване бінарне семантичне відношення, що пов'язує два UW; і «@def», «@interrogative», «@past», «@exclamation» і «@entry» є атрибутами, які змінюють UW.
Універсальні слова є універсальними поняттями, які виражаються будь-якими природними мовами. Вони складаються з «заголовку» (корінь UW) і «списку обмежень» (суфікс UW в дужках). Останній використовується для усунення неоднозначності загальної концепції, яку передає перший. UW організовані в онтологічну структуру (так звану «Систему UW»), де вищі поняття використовуються для усунення неоднозначності нижчих через відношення «icl» (= є видом), «iof» (= є прикладом) та «фас» (= дорівнює).
Відношення повинні представляти семантичні зв'язки між словами в будь-якій мові, що існує. Вони можуть бути онтологічними (наприклад, «icl» і «iof», згадані вище), логічними (такі як «і» і «або») і тематичними (наприклад, «agt» = агент, «ins» = інструмент, «tim»= час", «plc»= місце, і т. д.). У наш час[коли?] є 46 відношень, і вони визначають синтаксис UNL.
Атрибути репрезентують інформацію, яка не може бути вираженою через UW і відношення. Як правило, вони надають інформацію про час («.@past», «@future» тощо), визначеність («@def», «@indef» тощо), модальність («@can», «@must», тощо), фокус («@topic», «@focus» тощо), і так далі.
У програмі UNL процес представлення речень природної мови в графах UNL називається інконвертуванням, і процес створення речень природної мови з графів UNL називається деконвертуванням. Перше, включаючи в себе аналіз природної мови і її розуміння, передбачається здійснювати в напівавтоматичному режимі (тобто на автоматизованій основі за участю людини); останнє, як очікується, буде повністю автоматичним.

## UNL-спільнота
- UNL Центр (Токіо)
- UNL у Бразилії
- UNL у Єгипті
- UNL в Індії
- UNL в Італії
- UNL у Йорданії
- UNL у Латвії
- UNL у Росії
- UNL в Іспанії
- UNL у Таїланді